# Clyde Tombaugh
Clyde William Tombaugh (født 4. februar 1906 i Streator, Illinois, død 17. januar 1997 i Las Cruces, New Mexico) var en US-amerikansk astronom, der i 1930 opdagede dværgplaneten Pluto, som indtil 2006 var solsystemets niende planet.
Tombaugh blev født som søn af en farmer-familie. Familien flyttede i år 1922 til landsbyen Burdett i Kansas. På egen hånd lærte drengen Clyde geometri og trigonometri. Som tyveårig byggede han sit første teleskop. Han observerede Mars og Jupiter og sendte tegningerne af sine observationer til Lowell-observatoriet i Flagstaff (Arizona). Observatoriet tilbød ham i 1929 en stilling som forskningsassistent (junior astronomer). Tombaugh accepterede og blev der i 14 år.
Den 18. februar 1930 gjorde han sit livs vigtigste opdagelse, da han opdagede et bevægende objekt som det længe søgte trans-neptunske objekt. Det ukendte objekt blev senere opkaldt efter den romerske gud Pluton. (Afgørende for navnet skulle også være Lowells initialer PL). I de følgende år opdagede Tombaugh hundrede nye asteroider og to nye kometer.
Den 18. februar 1980 blev asteroiden 1604 Tombaugh opkaldt efter ham. Efter år 2006 anerkendes Pluto ikke længere som en planet, hvilket var noget, som Tombaugh aldrig oplevede.
Tombaugh afsluttede i år 1925 sin gymnasieuddannelse på Burdett High School og blev i 1932 optaget på astronomistudiet ved University of Kansas. I 1936 opnåede han en bachelor- og tre år senere et magister-diplom. Fra 1943 var han docent for fysik ved Arizona State Teachers College, det nuværende Northern Arizona University, og underviste senere i navigationsopgaver. I 1945 arbejdede han som gæsteprofessor for astronomi ved University of California, Los Angeles.
I 1946 udviklede han White Sands Missile Range, en militær testinstallation, hvor der blandt andet afprøves missiler og baneforfølgelsesteleskoper for A4-raketterne. I 1955 vekslede han til New Mexico State University i Las Cruces, hvor han opbyggede Astronomy Department og underviste der indtil sin Emeritus i 1973.
Den 19. januar 2006 startede rumsonden New Horizons for at udforske dværgplaneten Pluto. Med ombord befinder der sig også aske fra Clyde Tombaugh.
Tombaugh var siden 1934 gift med Patricia (Patsy) Edson, og sammen fik de to børn.

## Galleri
- Tombaugh fremstillede sine fotoplader med dette teleskop
- Med dette Zeiss blinkmikroskop på lowell observatoriet i 1930 opdagede Tombaugh 134340 pluto, en dværgplanet.